# Łubniany (gemeente)
De gemeente Łubniany is een landgemeente in het Poolse woiwodschap Opole, in powiat Opolski (Silezië).
De zetel van de gemeente is in Łubniany.
Op 30 juni 2004 telde de gemeente 9042 inwoners.

## Oppervlakte gegevens
In 2002 bedroeg de totale oppervlakte van gemeente Łubniany 125,41 km², waarvan:
- agrarisch gebied: 46%
- bossen: 49%

De gemeente beslaat 7,9% van de totale oppervlakte van de powiat.

## Demografie
Stand op 30 juni 2004:
| Omschrijving                   | Totaal | Totaal | Vrouwen | Vrouwen | Mannen | Mannen |
| ------------------------------ | ------ | ------ | ------- | ------- | ------ | ------ |
| eenheid                        | aantal | %      | aantal  | %       | aantal | %      |
| inwoners                       | 9042   | 100    | 4683    | 51,8    | 4359   | 48,2   |
| bevolkingsdichtheid (inw./km²) | 72,1   | 72,1   | 37,3    | 37,3    | 34,8   | 34,8   |

In 2002 bedroeg het gemiddelde inkomen per inwoner 1106,41 zł.

## sołectwo
Biadacz, Brynica, Dąbrówka Łubniańska, Grabie, Jełowa, Kępa, Kobylno, Kolanowice, Luboszyce, Łubniany, Masów.

## Aangrenzende gemeenten
Dobrzeń Wielki, Lasowice Wielkie, Murów, Opole, Turawa